# Convento dos Cordeliers de Paris

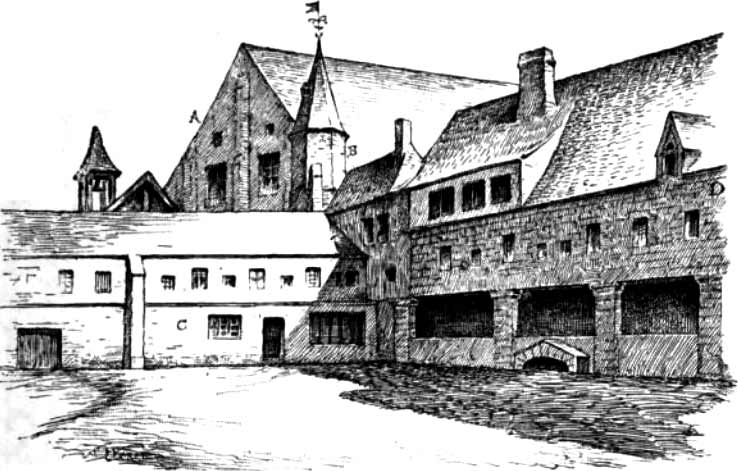
O Convento dos Cordeliers em 1793

O Convento dos Cordeliers foi fundado em Paris, França, graças ao Rei São Luís. Foi um dos edifícios celebrizado pela Revolução Francesa.

## Antes daRevolução Francesa
Sem possuir essa independência radical e franca marcada pelas muralhas que o cercavam e fazem dele uma verdadeira cidade (como o Templo), o Convento dos Cordeliers era um vasto conglomerado onde os séculos acumularam edifícios de natureza e vocação variadas. Era uma das mais antigas implantações monásticas dentro da Paris medieval. 
Antes da Revolução Francesa, os monges, espaçosamente alojados, alugavam suas salas para artistas ou sociedades. Foi desta forma que o urbanista Edme Verniquet instalou aí com seu colaboradores, em 1785, um ateliê onde foi desenhado o famoso plano de Paris da época. O convento conhecia então um período de decadência devido a uma crise de recrutamento.

## Disposição
O convento compreendia uma capela, uma das maiores de Paris. Ela era ligada a um claustro tento numa de suas faces um aposento elevado onde se reuniam os teólogos da Ordem. A capela tanto dava para o claustro quanto para um jardim que estendia-se por detrás do Colégio de Harcourt. Este jardim, cheio de árvores, era cortado por alamedas agradáveis. Era nesta sala que se reuniam os membros do Museu de Paris ; é também nela que nos depararemos com os membros do Clube dos Cordeliers que aí farão suas reuniões cujo caráter insurrecional é de amplitude mais marcante que o do Clube dos Jacobinos onde a progressão rumo à violência se fará de forma mais lenta.

## Requisição do Convento
A capela do convento foi requisitada pelo clube fundado por Georges Jacques Danton em Maio de 1790, nos primórdios da Revolução Francesa. Tomou o nome de Clube dos Cordeliers.

## A violência verbal do Clube
Mais que qualquer outra construção integrada ao tecido urbano do bairro, o Convento dos Cordeliers vai ser o ponto de fixação de uma atividade largamente alimentada pela cólera popular pronta a nascer e radical em suas iniciativas. Seus líderes moram em suas adjacências imediatas, como, por exemplo, Pierre-Gaspard Chaumette, o casal Simon (que será encontrado mais tarde no Templo assegurando a educação do delfim Luís, Jean-Paul Marat, Danton e, por fim, Camille Desmoulins. A presença do açougueiro Louis Legendre, que possui seu estabelecimento numa rua vizinha, terá alguma relevância  na violência verbal do Clube dos Cordeliers. Seu discurso, suas referências ousadas e sanguinárias, vão eletrizar a multidão que vai se encarregar-se da exteriorização da Revolução Francesa.

## Descrição da Capela
Referindo-se a ela, dizia Roussel d'Épinal : « Uma capela bastante vasta, servia de local ao Clube dos Cordeliers : apesar das mutilações nela feitas, podia-se encontrar ainda em sua abóboda traços de devoção. Este recinto apresentava uma forma oval truncada em suas extremidades, guarnecido de bancos de madeira dispostos em anfiteatro e dominado por uma espécie de tribunas : o oval era cortado, em seu comprimento, de um lado pela mesa do presidente e do outro pela tribuna dos oradores. Cerca de trezentas pessoas de todas as idades e de todos os sexos guarneciam este local ; suas roupas eram tão negligenciadas e tão encardidas que poderiam ser tomadas por uma reunião de mendigos. Atrás do presidente, estava afixada sobre a parede o quadro da "Declaração dos Direitos Humanos", coroada por dois punhais. Os bustos em gesso de Bruto e Guilherme Tell, colocados de cada lado, pareciam ter sido colocados como guardiões do quadro. Em face, atrás da tribuna, fuguravam como contra-partida os bustos de Mirabeau e de Helvétius, com o de Jean-Jacques Rousseau ao centro. Grossas correntes enferrujadas, colocadas como guirlanda sobre suas cabeças, serviam como coroa. Dizem-me que as correntes foram tiradas da Bastilha ; mas descobri depois que haviam sido compradas no Cais de la Ferraille. »

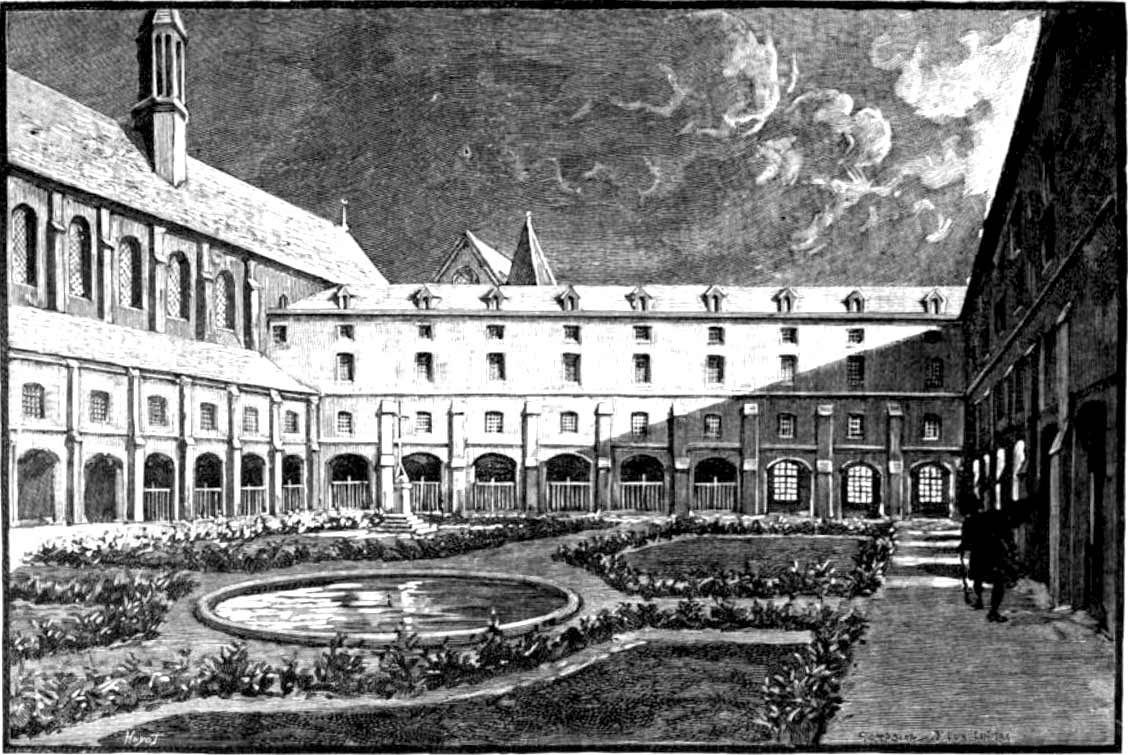
Outro aspecto do Convento dos Cordeliers em 1793

## O convento, o jardim
Após 10 de Agosto de 1792, uma parte do convento foi transformada em hospital para os marselheses revolucionários feridos durante o assalto ao Palácio das Tulherias.
Jean-Paul Marat foi enterrado no jardim dos Cordeliers sob um chorão, até sua transferência para o Panteão de Paris.
O Clube foi fechado em 1795

## O Convento dos Cordeliers hoje

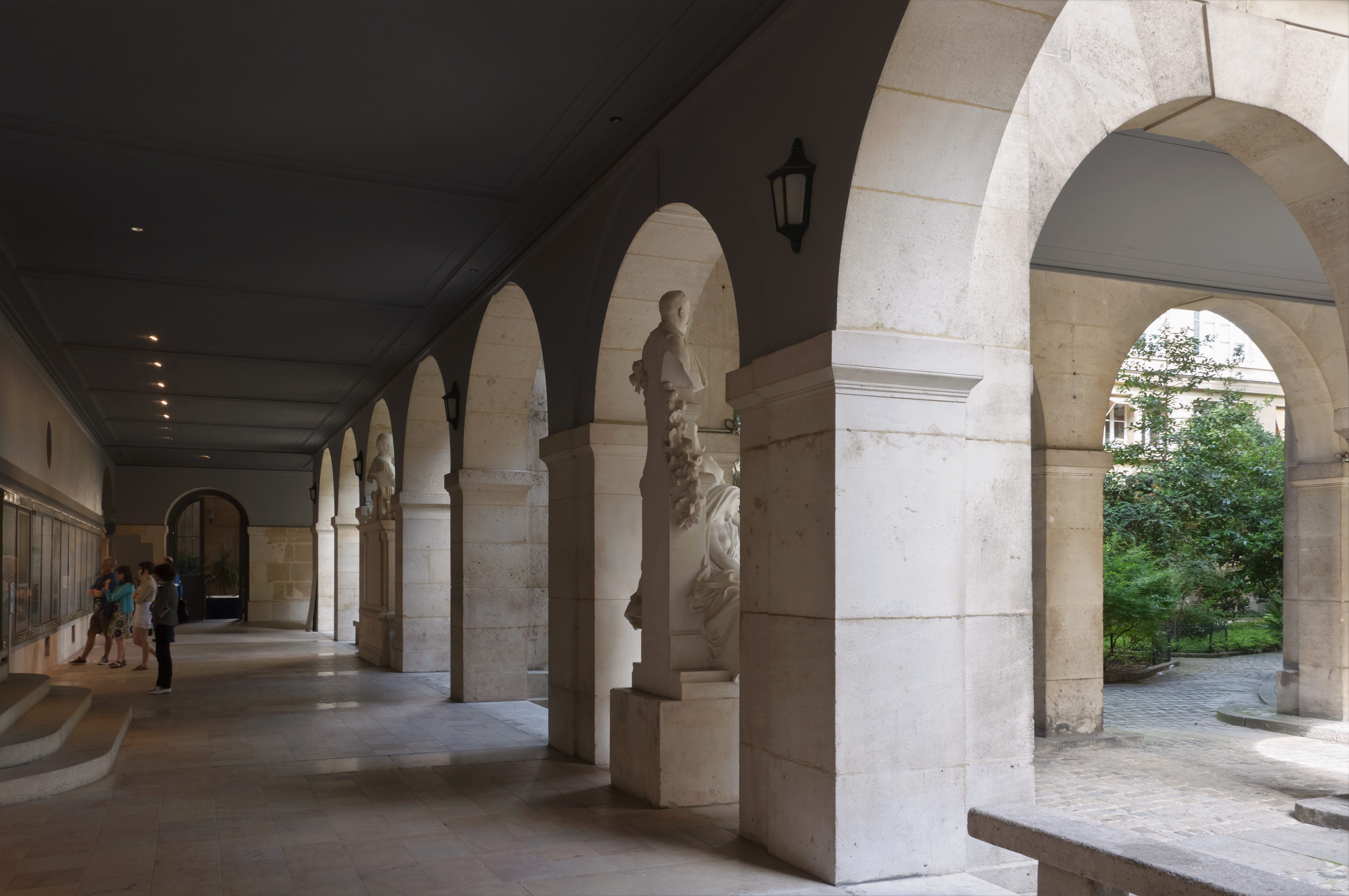
O claustro hoje

O crescimento da Escola de Medicina de Paris absorveu uma parte do convento, do qual apenas resta parte do refeitório recentemente restaurado. É, a cerca de uns quinze anos, um local de exposições artísticas temporárias.
A parte oriental do claustro foi anexada à Escola de Medicina, sob o Império, que manteve o traçado e até utilizou suas pedras para a reconstrução. De ambos os lados da construção que lhe faz face foi demolido um grupo de casas que o cercavam, como a casa onde vivia o casal Simon e a casa de Jean-Paul Marat. Essa casa localizava-se na extremidade das construções que fazem ângulo com a Rue de l'École-de-Médecine e o Boulevard Saint-Germain.
A Universidade Pierre-et-Marie-Curie de Paris tem a posse do claustro que abriga laboratórios de pesquisa assim como certos serviços administrativos dos estudos doutorais e serviços de medicina preventiva. 